# Théodore Sidot
Théodore Sidot est un chimiste et physicien français du XIXe siècle, principalement connu pour ses travaux sur la luminescence. Il est le premier à découvrir la phosphorescence du sulfure de zinc en 1866 alors qu'il travaille comme préparateur de chimie au lycée Charlemagne à Paris. En charge des phares électriques au fort de Nogent, il fut blessé lors de la guerre franco-prussienne de 1870. Il reçoit le Prix Trémont de l'Académie des Sciences en 1883.